# Amphiblestrum lyrulatum
Amphiblestrum lyrulatum är en mossdjursart som först beskrevs av Calvet 1907.  Amphiblestrum lyrulatum ingår i släktet Amphiblestrum och familjen Calloporidae. Inga underarter finns listade i Catalogue of Life.